# Song for you 〜精一杯力一杯〜
『Song for you 〜精一杯力一杯〜』（ソング・フォー・ユー せいいっぱい ちからいっぱい）は、上原あずみの8枚目のシングル。

## 概要
- 日本テレビ『音楽戦士 MUSIC FIGHTER』パワー・プレイ曲。
- カップリングはサブタイトルが異なった楽曲を収録。
- 収録曲は2曲とも、2枚目のアルバム『生きたくはない僕等』に収録されている。

## 収録曲

### CD
1. Song for you 〜精一杯力一杯〜
作詞：上原あずみ　作曲：川島だりあ　編曲：尾城九龍
2. Song for you 〜Will〜
作詞：上原あずみ　作曲：小林正範　編曲：大賀好修
3. Song for you 〜精一杯力一杯〜 -Instrumental-
4. Song for you 〜Will〜 -Instrumental-

## 参加ミュージシャン
- 大橋雅人（FEEL SO BAD） - ベース
- 山口昌人（FEEL SO BAD） - ドラム
- 大賀好修（OOM・Sensation） - ギター